# Twierdzenie Greena

Niech będzie obszarem normalnym, takim że oraz wtedy brzeg możemy podzielić na krzywe gładkie co dość dobrze obrazuje twierdzenie.

Twierdzenie Greena – twierdzenie analizy matematycznej wiążące pewne całki krzywoliniowe – konkretniej całki okrężne na płaszczyźnie – z całkami podwójnymi. Jest to szczególny przypadek twierdzenia Stokesa, które już nie zawiera warunku płaskości krzywej. Zostało sformułowane przez angielskiego matematyka i fizyka George’a Greena.

## Treść twierdzenia
Jeżeli funkcje {\displaystyle P} i {\displaystyle Q} są klasy {\displaystyle C^{1}} wewnątrz obszaru regularnego {\displaystyle D,} krzywa regularna {\displaystyle K} jest brzegiem obszaru {\displaystyle D} i jest zorientowana dodatnio, to:
{\displaystyle \int \limits _{K}{(Pdx+Qdy)}=\iint \limits _{D}\left({\frac {\partial Q}{\partial x}}-{\frac {\partial P}{\partial y}}\right)dx\,dy.}
Powyższy wzór jest nazywany wzorem Greena.
Aby zaznaczyć, że całka krzywoliniowa jest okrężna (krzywa {\displaystyle K} jest zamknięta), używa się także symbolu całki z okręgiem:
{\displaystyle \oint \limits _{K}{(Pdx+Qdy)}=\iint \limits _{D}\left({\frac {\partial Q}{\partial x}}-{\frac {\partial P}{\partial y}}\right)dx\,dy.}

### Dowód
Niech {\displaystyle D} będzie obszarem ukazanym na rysunku obok. Tak więc {\displaystyle {\bar {D}}=\{(x,y)\in \mathbb {R} ^{2}\colon x\in [a,b]\wedge \,y\in [g_{1}(x),g_{2}(x)]\}.}
Wprowadźmy następujące parametryzacje krzywych {\displaystyle C_{1},C_{2},C_{3},C_{4}{:}}
{\displaystyle C_{1}=\{(t,g_{1}(t))\colon t\in [a,b]\},}
{\displaystyle C_{2}=\{(b,t)\colon t\in [g_{1}(b),g_{2}(b)]\},}
{\displaystyle C_{3}=\{(-t,g_{2}(-t))\colon t\in [-b,-a]\},}
{\displaystyle C_{4}=\{(a,-t)\colon t\in [-g_{1}(a),-g_{2}(a)]\}.}
Wówczas {\displaystyle dx=dt} dla {\displaystyle C_{1},} {\displaystyle dx=-dt} dla {\displaystyle C_{3}} oraz {\displaystyle dx=0} dla {\displaystyle C_{2},C_{4}.}
Tak więc dla składowej {\displaystyle P} pola wektorowego otrzymujemy:
{\displaystyle \oint \limits _{K}Pdx=\int \limits _{C_{1}}Pdx+\int \limits _{C_{3}}Pdx=\int \limits _{a}^{b}P(t,g_{1}(t))dt+\int \limits _{-b}^{-a}P(-t,g_{2}(-t))(-dt)=\int \limits _{a}^{b}(P(t,g_{1}(t))-P(t,g_{2}(t)))dt,}
zaś w całce podwójnej z prawej strony równości w tezie bierzemy składnik {\displaystyle -{\frac {\partial P}{\partial y}}{:}}
{\displaystyle \iint \limits _{D}-{\frac {\partial P}{\partial y}}(x,y)dx\,dy=\int \limits _{a}^{b}dx\int \limits _{g_{1}(x)}^{g_{2}(x)}-{\frac {\partial P}{\partial y}}(x,y)dy.}
Stosując twierdzenie Newtona-Leibniza, otrzymujemy:
{\displaystyle \iint \limits _{D}-{\frac {\partial P}{\partial y}}(x,y)dx\,dy=\int \limits _{a}^{b}(P(t,g_{1}(t))-P(t,g_{2}(t)))dt.}
Analogiczne rozumowanie można przeprowadzić dla składowej {\displaystyle Q.}
Tak więc lewa i prawa strona równania z tezy są równe.